# امامزاده هارون (قزوین)
امامزاده هارون یک منطقهٔ مسکونی در ایران است که در دهستان رودبار شهرستان واقع شده‌است. امامزاده هارون ۳۰ نفر جمعیت دارد.